# Exocentrus fuscovittatus
Exocentrus fuscovittatus är en skalbaggsart som beskrevs av Stefan von Breuning 1957. Exocentrus fuscovittatus ingår i släktet Exocentrus och familjen långhorningar.
Artens utbredningsområde är Kenya. Inga underarter finns listade i Catalogue of Life.